# 什韦恩
什韦恩（法語：Schweyen，法語發音：[ʃvajɛn]；洛林法兰克语：Schweije）是法国摩泽尔省的一个市镇，位于该省东北部，和德国相邻，属于萨尔格米讷区。

## 地理
什韦恩（49°9'31"N, 7°23'25"E）面积11.35 平方千米，位于法国大東部大區摩泽尔省，该省份为法国东北部内陆省份，是洛林的一部分，西南接默尔特-摩泽尔省，东临下莱茵省，北与卢森堡和德国接壤。
与什韦恩接壤的市镇（或旧市镇、城区）包括：布赖登巴赫、卢茨维莱尔、罗尔班、瓦尔什布龙。
什韦恩的时区为UTC+01:00、UTC+02:00（夏令时）。

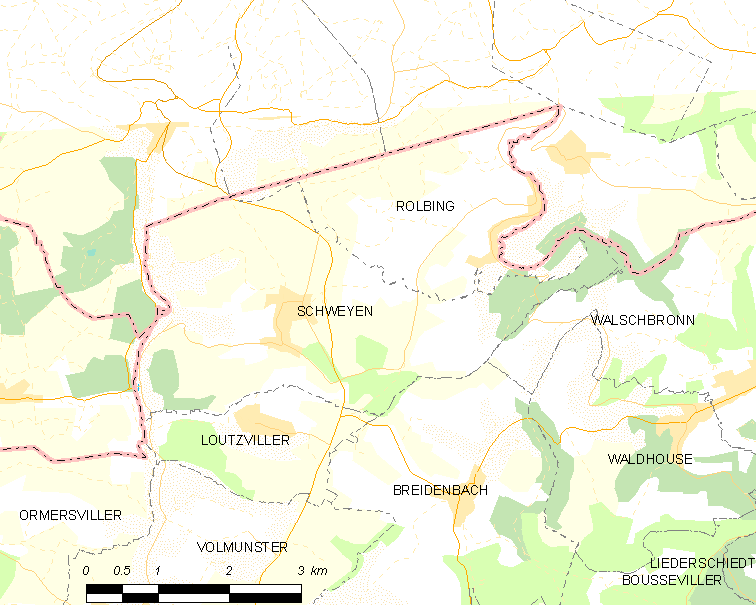
什韦恩的OSM定位图

## 行政
什韦恩的邮政编码为57720，INSEE市镇编码为57641。

## 政治
什韦恩所属的省级选区为比奇县。

## 人口

1962-2008年间什韦恩人口变化图示

什韦恩于2022年1月1日时的人口数量为319人。